# La Terreur dans la peau
 (novembre 2018).
Si vous disposez d'ouvrages ou d'articles de référence ou si vous connaissez des sites web de qualité traitant du thème abordé ici, merci de compléter l'article en donnant les références utiles à sa vérifiabilité et en les liant à la section « Notes et références ».
La Terreur dans la peau (sous-titre : Le Règne de Bourne, titre original : The Bourne Ascendancy) est un roman d'Eric Van Lustbader paru en 2014. Il s'agit du douzième volet de Jason Bourne après La Mémoire dans la peau, La Mort dans la peau et La Vengeance dans la peau de Robert Ludlum, La Peur dans la peau, La Trahison dans la peau, Le Danger dans la peau, Le Mensonge dans la peau, La Poursuite dans la peau, La Traque dans la peau, L'Urgence dans la peau et La Revanche dans la peau d'Eric Van Lustbader.